# 天主教薩莫拉教區 (西班牙)
天主教薩莫拉教區（拉丁語：Dioecesis Zamorensis）是天主教會在西班牙的一個教區。屬巴利亞多利德總教區。
位於薩莫拉省東南部，2010年有教友165,000人，佔轄區總人口98.7%。教區下轄303個堂區，有193名司鐸。現任主教為額我略·馬丁內斯·薩克里斯坦。

## 歷史
教區成立於10世紀，首任主教是聖阿提拉諾，986年被撤。1121年恢復。1797年教區修道院成立。